# Amslerova mreža
Amslerova mrežica, ili Amslerova karta, koja se upotrebljava od 1945. godine, je mreža horizontalnih i vertikalnih linija, a koristi se za testiranje centralnog vidnog polja. Razvio ju je Marc Amsler, švicarski oftalmolog. To je dijagnostički alat koji pomaže pri uočavanju vizualnih smetnji uzrokovanih promjenama u mrežnici, posebno u žutoj pjegi, kao i u vidnom živcu i vidnim putevima do mozga.
Tokom ispitivanja, pacijent gleda svakim okom odvojeno u sitnu točku u sredini mreže. Pacijent s bolestima makule može uočiti da su neke linije krivudave, ili pak da neke linije nedostaju. 
Amslerovu mrežicu može se dobiti od oftalmologa i koristiti za ispitivanje vida u vlastitom domu.
Originalna Amslerova mrežica bila je crno-bijela. Obojena verzija s plavim i žutim linijama povećava osjetljivost ispitivanja i može se koristiti za ispitivanje raznih nepravilnosti u vidnim putevima, uključujući i one povezane s mrežnicom, vidnim živcem i hipofizom.
- Amslerova mreža, kako je vidi osoba s normalnim vidom
- Amslerova mreža, kako ju može vidjeti osoba sa senilnom degeneracijom makule